# Асопос (река, впадает в Коринфский залив)
Асопос (греч. Ασωπός, лат. Asopus) — река в Греции, на Пелопоннесе. Берёт начало у древнего города Флиунт, течёт по Сикионской равнине и впадает в Коринфскую бухту одноимённого залива Ионического моря севернее города Велон.
В древности называлась Асоп. 
У речного бога Асопа была дочь Эгина, по имени которой назван остров Эгина.
В XIX веке называлась Айос-Еорьос (греч. Άγιος Γεώργιος — «Святого Георгия»).